# 小行星5725
小行星5725（英語：5725 Nordlingen）是一颗围绕太阳公转的小行星。1988年1月23日，卡罗琳·舒梅克、尤金·舒梅克在帕洛马山发现了此天体。
这颗小行星的绝对星等为77.52907等。